# Тетяново
Тетя́ново (рос. Тетяново, марій. Тьотянсола) — присілок у складі Гірськомарійського району Марій Ел, Росія. Входить до складу Виловатовського сільського поселення.

## Населення
Населення — 84 особи (2010; 65 у 2002).
Національний склад (станом на 2002 рік):
- гірські марійці — 100 %